# Shinee World 2012
Shinee World 2012 (promovida como THE FIRST JAPAN ARENA TOUR "SHINee WORLD 2012") é a primeira turnê japonesa da boy band sul-coreana, SHINee para promover seu primeiro álbum japonês, The First. A turnê começou em Fukuoka em 25 de abril de 2012 e terminou em Hiroshima no dia 1.º de julho de 2012 com um total de 20 concertos em sete cidades.
Foi o maior número de pessoas, em show de uma banda coreana, com 200 mil pessoas em sua primeira turnê japonesa.

## Set list
- "Lucifer (versão japonesa.)"
- "Amigo (versão japonesa)"
- "Juliette (Japanese ver.)"
- "The Shinee World" (versão japonesa)
- "Always Love"
- "Hello (versão japonesa)"
- "Replay (Kimi wa Boku no Everything)"
- "Get Up!" (Korn feat Skryllex) - Taemin
- "Turn Up The Music" (Chris Brown) - Minho
- "Friend" (Anzen Chitai) (foi alterada para "Itoshiki Hibiyo" (Hirai Ken")  e, em seguida, mudou novamente para "Friend") - Onew
- "Firework" (Katy Perry) (foi alterada por um mash-up de "Hair / Judas"  (Lady Gaga))  - Key
- "Driver's High" (L'Arc-en-Ciel) - Jonghyun
- "Seesaw"
- "Sherlock (versão japonesa)"
- "Love Like Oxygen (versão japonesa)"
- "Better"
- "Amazing Grace"
- "Hyeya (Y Si Fuera Ella)"  - Jonghyun
- "Start"
- "JoJo"
- "Stranger" (versão japonesa)
- "Ready or Not"
- "Ring Ding Dong"
- "To Your Heart"
- "Lucifer" (Apenas a parte alta da canção)
- "Kiss Kiss Kiss"
- "Bodyguard (versão japonesa)"
- "Stand By Me (versão japonesa)"
- "Keeping Love Again"

## Datas
| Data                 | Cidade    | País  | Local                     |
| -------------------- | --------- | ----- | ------------------------- |
| 25 de abril de 2012  | Fukuoka   | Japão | Marine Messe Fukuoka      |
| 29 de abril de 2012  | Sapporo   | Japão | Makomanai Ice Arena       |
| 3 de maio de 2012    | Nagoya    | Japão | Nippon Gaishi Hall        |
| 4 de maio de 2012    | Nagoya    | Japão | Nippon Gaishi Hall        |
| 5 de maio de 2012    | Nagoya    | Japão | Nippon Gaishi Hall        |
| 8 de maio de 2012    | Osaka     | Japão | Osaka Jo-Hall             |
| 9 de maio de 2012    | Osaka     | Japão | Osaka Jo-Hall             |
| 10 de maio de 2012   | Osaka     | Japão | Osaka Jo-Hall             |
| 12 de maio de 2012   | Kobe      | Japão | World Memorial Hall       |
| 13 de maio de 2012   | Kobe      | Japão | World Memorial Hall       |
| 26 de maio de 2012   | Osaka     | Japão | Osaka Jo-Hall             |
| 27 de maio de 2012   | Osaka     | Japão | Osaka Jo-Hall             |
| 30 de maio de 2012   | Tokyo     | Japão | Yoyogi National Gymnasium |
| 31 de maio de 2012   | Tokyo     | Japão | Yoyogi National Gymnasium |
| 2 de junho de 2012   | Tokyo     | Japão | Yoyogi National Gymnasium |
| 3 de junho de 2012   | Tokyo     | Japão | Yoyogi National Gymnasium |
| 23 de junho de 2012  | Tokyo     | Japão | Yoyogi National Gymnasium |
| 24 de junho de 2012  | Tokyo     | Japão | Yoyogi National Gymnasium |
| 30 de junho de 2012  | Hiroshima | Japão | Hiroshima Green Arena     |
| 1.º de julho de 2012 | Hiroshima | Japão | Hiroshima Green Arena     |